# Mary Wiedemann
Mary Wiedemann (Londen, 18 juli 1920 – Den Haag, 15 december 2015) was koerierster in Nederland tijdens de Tweede Wereldoorlog.
Wiedemanns vader was Duitser, haar moeder kwam uit Engeland en had drie kinderen uit een eerder huwelijk. Toen ze acht maanden oud was, verhuisden haar ouders naar Amsterdam, waar zij opgroeide en naar het Amsterdams Lyceum ging. Het gezin woonde drie jaar in de Valeriusstraat en daarna vijf jaar in de Johannes Verhulststraat. Vervolgens kocht haar vader een huis aan de Stadionweg. In 1936, toen de oudste kinderen het huis uit waren, verhuisden ze naar de Rubensstraat.
Na haar eindexamen in 1938 vertrok Wiedemann voor een jaar naar Zwitserland, waar ze Frans studeerde. Toen zij in 1940 terug in Nederland was, brak de oorlog uit.

## Oorlogsjaren
Wiedemann wilde tolk worden. Ze sprak vloeiend Duits, Engels en Nederlands en ook haar Frans was na haar verblijf in Zwitserland goed. Ze schreef zich eerst in voor een secretaresseopleiding bij Schoevers.

### Internering
Al in december 1940 kregen Wiedemann en haar oudste halfzusje een briefje via de vreemdelingenpolitie dat zij zich ergens moesten melden, omdat zij de Britse nationaliteit hadden. Haar andere halfzusje hoefde niet mee, want die was met een Nederlander getrouwd. Haar halfbroer woonde in het buitenland, haar oudere broer Martin woonde in Engeland. De twee meisjes werden meteen opgepakt en in kamp Schoorl geïnterneerd. Er waren stapelbedden voor drie personen in barakken gemaakt van metalen golfplaten.
Omdat 400 van de 600 vrouwen naar een kamp bij de Bodensee zou worden afgevoerd, moesten er 200 vrouwen voor vrijlating worden geselecteerd. Na een medisch onderzoek werden 20 vrouwen te zwak bevonden en geselecteerd om naar huis te gaan. Daarna werden alle vrouwen boven de 50 jaar geselecteerd. Nog steeds waren er te veel vrouwen. Toen werd er een groep geselecteerd van vrouwen die 20 jaar in Nederland hadden gewoond, Mary Wiedemann behoorde daartoe en mocht naar huis. Haar verblijf in het kamp had bijna vijf weken geduurd.

### Tropeninstituut
Na haar opleiding bij Schoevers kreeg Wiedemann een baan bij het Koloniaal Instituut, het huidige Tropeninstituut. Ze werkte voor Justus Wilhelm Gongrijp, die toen veel publiceerde onder meer over de paalworm, en later lector aan de Technische Universiteit Delft werd. Ze werkte hier van 1 februari 1941 tot 1 februari 1945, maar had de vrijheid zonder uitleg afwezig te mogen zijn. Gongrijp wist dat zij ook voor het verzet werkzaam was. 

A F van Goelst Meijer, burgemeester van Rossum tot 17 januari 1944 en hoofd Inlichtingen Bureau Luctor et Emergo, later werkzaam in het geallieerd hoofdkwartier, verklaarde in een telegram dat "het hem bekend is dat mejuffrouw M E Wiedemann ... actief aan het verzetswerk in Nederland heeft deelgenomen".

### Verzet
Haar broer Martin was in de nacht van 19 op 20 september 1943 samen met de agent Johan Paul van der Stok geparachuteerd, maar Mary wist dit niet. Heel toevallig kwam zij hem in een tram in Amsterdam tegen. Hij had een bril op en een snor laten staan en ze hadden elkaar al een paar jaar niet gezien. Toch herkende zij hem. Heel beheerst begroette zij hem. Twee maanden later nam hij haar mee uit eten en stelde haar voor aan Louis d'Aulnis, voor wie ze later een onderduikadres regelde bij de overbuurvrouw van haar ouders.
Mary Wiedemann was in die tijd verloofd met Vennie Schadd, die buiten Hilversum woonde. Bij zijn ouders logeerde regelmatig de verzetsstrijder Jan Thijssen. Vennies broer Tom Schadd zat in het verzet en zo kon Wiedemann haar broer Martin in contact met Tom Schadd en de Raad van Verzet brengen. Wanneer Mary Wiedemann haar verloofde bezocht, nam zij altijd berichten mee terug naar Amsterdam, die dan met Martins zender naar Engeland werden verstuurd.
Martin Wiedemann werd op 18 juli 1944 gearresteerd door twee Nederlanders die voor de SD werkten. Ze waarschuwde Louis d'Aulnis dat zijn adres misschien ook bekend was, waarna hij naar de Rubensstraat verhuisde en een zolderverdieping huurde bij mevrouw Dens-Monath, tegenover Mary. Daarna vroeg d'Aulnis of Mary voor hem wilde werken. Ze deed veel koerierswerk voor hem en vervoerde zendapparatuur. Ook stond zij vaak op de uitkijk als hij illegaal berichten naar Londen verzond, zodat ze kon waarschuwen als er een Duitse radiopeilauto de straat in kwam.
Aangezien ze in die oorlogstijd altijd angstig waren, nam Martin geen contact op met zijn ouders. Pas toen hij besloten had met Louis d'Aulnis naar Engeland terug te keren in mei 1944, regelde Mary dat hij zijn moeder zou ontmoeten. Hun vader heeft hij pas na de oorlog teruggezien.

## Na de oorlog
Direct na de oorlog keerde zij terug naar Engeland met Martin voor zijn demobilisatie. Ze had haar relatie met Vennie Schadd beëindigd. Ze kreeg een baan bij het Departement van Financiën en werd de secretaresse van H.A.M. van den Dries, de secretaris-generaal van Financiën en opvolger van Van Asch van Wijck.

### Psychologe
In 1947 trad zij in het huwelijk met haar voormalige baas, Hein van den Dries. Ze gingen in de Mesdagstraat in Den Haag wonen. Het huwelijk bleef kinderloos en op 38-jarige leeftijd besloot Mary Wiedemann in Leiden psychologie te gaan studeren. Ze specialiseerde zich in de ontwikkeling van kinderen. Na het overlijden van haar echtgenoot werkte zij ongeveer vijftien jaar bij het Juliana Kinderziekenhuis in Den Haag.
Rond 1980 kwam er een nieuwe directeur die Theo Doreleijers, nu hoogleraar forensische psychiatrie in Leiden, aannam om met Wiedemann een aparte afdeling op te zetten voor de kinderpsychiatrie, nu bekend onder de naam De Jutter. Het oude Juliana Kinderziekenhuis werd vervangen door nieuwe gebouwen op dezelfde locatie in de duinen.

### Nationaliteit
Door haar Engelse moeder en haar geboorte in Londen had Mary Wiedemann de Britse nationaliteit. Toen zij na de oorlog met een Nederlander trouwde, leverde zij haar Engelse paspoort in en verkreeg ze het Nederlanderschap. Kort daarna werd haar Nederlandse paspoort door een ambtenaar weer ingenomen. Hij meldde dat zij daar als dochter van een Duitser geen recht op had. Ter verweer vertelde ze dat ze tijdens de oorlog als Engelse door de Duitsers was geïnterneerd, maar dat maakte geen indruk. Later kreeg zij een brief van de Haagse burgemeester met excuses voor dit misverstand.

## Overlijden
Mary Wiedemann overleed uiteindelijk op ruim 95-jarige leeftijd.